# Christian Bök
«  Bök » redirige ici. Pour les autres significations, voir Bok.
Christian Charles Bök né Christian Book, le 10 août 1966, à Toronto dans la province de l'Ontario (Canada), est un auteur, poète, photographe de l'avant-garde poétique. Après avoir vécu dans la province de l'Alberta (Canada) où il enseignait la littérature anglaise à l'Université de Calgary, il est maintenant professeur à l'université Charles Darwin en Australie.

## Biographie
Après ses études secondaires, il entre à l'Université Carleton à Ottawa où il obtiendra son Bachelor of Arts (licence) et son Master of Arts, il réussira sa thèse de doctorat (PhD) à l'Université York de Toronto.
Il rejoint l'avant garde poétique canadienne anglophone où il rencontre Barrie Phillip Nichol (en), Steve McCaffery (en), Darren Wershler-Henry (en), etc.

## Son œuvre
Avec la publication de Crystallography puis d'Eunoia (Prix Griffin), il est reconnu comme une figure de proue de l'avant-garde poétique et de l'art conceptuel anglophone.
En dehors de ses œuvres littéraires, il crée des langages d'extraterrestres pour les séries télévisées Invasion planète Terre (Earth: Final Conflict), et Amazon.

### Eunoia
Bök est connu pour son livre Eunoia, dont l'écriture a nécessité sept ans. Eunoia a été entièrement écrit sous le principe du monovocalisme, une variante du lipogramme popularisée par l'Oulipo : le texte utilise uniquement une voyelle dans chacun des cinq chapitres qui le composent. Bök croit que « son livre prouve que chaque voyelle possède sa propre personnalité et démontre la polyvalence inhérente à la langue anglaise ».
Édité par Darren Weshler-Henry et publié par la maison d'édition Coach House Books (en), en 2001, Eunoia a gagné l'édition de 2002 du prix Griffin et s'est vendu à plus de 20 000 exemplaires. La maison d'édition Canongate Books (en) a publié Eunoia en Grande-Bretagne en octobre 2008. Le livre s'est également bien vendu là-bas, atteignant la huitième position du palmarès des meilleures ventes de la même année.

### L'expérience Xenotext
Le 4 avril 2011, Bök annonce une percée significative dans son projet de recherche visant à concevoir une forme de vie capable d'écrire un poème et de conserver son archive de manière pérenne,,. Le jour précédant cette découverte, le 3 avril 2011, Bök avait déclaré « avoir reçu la confirmation du laboratoire de l'Université de Calgary que [son] code poétique, le gène X-P13, avait bel et bien causé un changement de couleur à la bactérie E. coli au rouge phosphorescent. Cela signifie qu'une fois implanté dans le génome de cette bactérie [son] poème (qui commence par ‘‘toute forme de vie / est première...’’) amène en effet la bactérie à écrire son propre poème (qui commence par ‘‘la fée est rose / de brillance...’’),.»
Le projet s'est déroulé sur plus d'une décennie, coûtant plus de 110 000 $. Bök espère l'avoir terminé en 2014. Il a publié le premier livre (Book I) d'un diptyque intitulé Xenotext en 2015.

## Œuvres

### Poèmes et autres écrits
- Crystallography, Coach House Press (réimpr. 2003) (1re éd. 20 avril 1994), 158 p. (ISBN 9781552451199),
- Eunoia, Coach House Press (réimpr. 20 octobre 2001) (1re éd. 19 janvier 1999), 105 p. (ISBN 9781552450925),
- 'Pataphysics: The Poetics of an Imaginary Science, Northwestern University Press, 26 décembre 2001, 133 p. (ISBN 9780810118775),
- The Xenotext: Book 1, Coach House Books, 13 octobre 2015, 160 p. (ISBN 9781552453216),

### Articles
- « From "Virtual Realities" », Chicago Review, Vol. 41, No. 4,‎ 1995, p. 27-30 (4 pages) (lire en ligne ),
- « From "Silicon Tapestries" », Chicago Review, Vol. 41, No. 4,‎ 1995, p. 31-33 (3 pages) (lire en ligne )
- « The Great Order of the Universe », Poetry, Vol. 194, No. 4,‎ juillet / août 2009, p. 334 (1 page) (lire en ligne )

### Édition et anthologie
- Christian Bök (dir.) (préf. Margaret Atwood), Ground Works: Avante-Garde for Thee, House of Anansi Press, 1er mars 2003, 236 p. (ISBN 9780887841804),
- Christian Bök &  Gregory Betts (dir.), Avant Canada: Poets, Prophets, Revolutionaries, Wilfrid Laurier University Press, 19 décembre 2018, 232 p. (ISBN 9781771123525),

### Photographies
- Suzanne Zelazo (dir.) (photogr. Christian Bök, Lynn Crosbie & David Dorenbaum), Incarnations: The Photography of Janieta Eyre, Coach House Books, 12 décembre 2017, 160 p. (ISBN 9781552453575),

## Prix et distinctions
- 2009 : Boursier de la SSHRC Research-Creation ($100,100 CAN) pour "The Xenotext" ,
- 2002 : Lauréat du Griffin Poetry Prize (en)[11].

### Notices dans des encyclopédies ou manuels de références
- (en-US) Kate Braid & Sandy Shreve (dir.) (préf. P.K. Page), In Fine Form: The Canadian Book of Form Poetry, Vancouver, Raincoast Books, 1er janvier 2005, 305 p. (ISBN 9781551927770, lire en ligne), p. 271,
- (en-GB) Ian Hamilton & Jeremy Noel-Tod (dir.), The Oxford Companion to Modern Poetry, Oxford, Oxford University Press, 16 mai 2013, 719 p. (ISBN 9780199640256, lire en ligne), p. 60,

### Articles
- (en-CA) Sean Braune, « The Meaning Revealed at the Nth Degree in Christian Bök’s Eunoia », Studies in Canadian Literature, 34,‎ 10 octobre 2006 (lire en ligne  [PDF, HTML]),
- (en-US) Stephen Voyce & Christian Bök, « The Xenotext Experiment: An Interview with Christian Bök », Postmodern Culture, vol. 17 no. 2,‎ janvier 2007 (lire en ligne ),
- (en-GB) Tom Payne, « Enoia by Christian Bök », The Telegraph,‎ 22 décembre 2008 (lire en ligne ),
- (en-US) Charles Bernstein & Christian Bök, « On being stubborn, Close Listening with Christian Bök », Jacket2,‎ 21 avril 2011 (lire en ligne ),
- How does a poet ensure his work lives for ever ? par Killian Fox pour The Guardian, 2011[12],
- The incredibly original pursuits of Christian Bök, par Rosanna Tamburri pour "University Affairs / Affaires Universitaires", 2013[13],
- The Xenotext: Creating the poetry bug, par Anthony A. Davis pour la revue canadienne Maclean's, 2013[14],
- Teaching myself molecular biochemistry is just part of the process, interview menée par Kaveh Akbar pour "Divedapper", 2014[15],
- Christian Bök and the poetry of the future, par Michael Lista pour le National Post, 2014[16],
- The Xenotext: Book 1 – Christian Bök, par Eleanor Gold pour la revue "Full Stop", 2015[17],
- Christian Bök: ‘I have written this book in the hope that I might frighten both my allies and my rivals’, interview pour la revue canadienne "The Globe and mail", 2015[18],
- Christian Bök: the mad scientist of Canadian poetry, par Steven W. Beattie pour le "Quill and Quire", 2015[19],
- Weird Science: Christian Bok releases Xenotext: Book 1, outlining his attempts to create the world's first living poem, par Eric Volmers pour le Calgary Herald, 2015[20],
- The prose at the end of the universe, par Aaron Souppouris pour "Engadget", 2015[21],
- A Fool for a Lawyer or a Client, par Vanessa Place pour la revue Jacket2, 2016[22],
- On reading Christian Bök's 'The Xenotext: Book 1' ten thousand years later, par Joshua Schuster pour la revue Jacket2, 2016[23],
- How Christian Bök made a bacterium write poetry to him, par Lise Hosein pour CBC Arts, 2016[24],

## Crédit d'auteurs
- (en) Cet article est partiellement ou en totalité issu de l’article de Wikipédia en anglais intitulé « Christian Bök » (voir la liste des auteurs).